# هرگلان
هرگلان یکی از روستا های استان آذربایجان شرقی است که در دهستان کوهستان بخش قلعه‌چای شهرستان عجب‌شیر واقع شده‌است.
جمعیت این شهر بر پایهٔ نتایج سرشماری عمومی نفوس و مسکن سال ۱۳۹۰ خورشیدی، ۶۴۹۴ نفر بوده‌است.